# Texas Tennis Open
El Torneig de Dallas, conegut oficialment com a Texas Tennis Open, fou un torneig de tennis professional que es disputà anualment sobre pista dura al Hilton Lakes Tennis & Sports Club de Grapevine, prop de Dallas, Texas, Estats Units. Estigué inclosa en la categoria International Tournaments del circuit WTA femení i se celebrava la setmana abans de l'US Open.
El torneig es va crear l'any 2011 però només se'n van celebrar dues edicions, ja que el 2013 es va cancel·lar per raons econòmiques.

## Palmarès

### Individual femení
| Any  | Campiona       | Finalista       | Resultat |
| ---- | -------------- | --------------- | -------- |
| 2012 | Roberta Vinci  | Jelena Janković | 7−5, 6−3 |
| 2011 | Sabine Lisicki | Aravane Rezaï   | 6−2, 6−1 |

### Dobles femenins
| Any  | Campiones                      | Finalistes                      | Resultat |
| ---- | ------------------------------ | ------------------------------- | -------- |
| 2012 | Marina Erakovic Heather Watson | Līga Dekmeijere Irina Falconi   | 6−3, 6−0 |
| 2011 | Alberta Brianti Sorana Cîrstea | Alizé Cornet Pauline Parmentier | 7−5, 6−3 |